# Eleutherodactylus hypostenor
Espèce
Statut de conservation UICN

 EN B1ab(iii) : En danger
Eleutherodactylus hypostenor est une espèce d'amphibiens de la famille des Eleutherodactylidae.

## Répartition
Cette espèce est endémique d'Hispaniola. Elle se rencontre de 670 à 1 070 m d'altitude dans la péninsule de Tiburon à Haïti et dans la Sierra de Baoruco en République dominicaine.

## Description
Les mâles mesurent jusqu'à 55 mm.

## Publication originale
- Schwartz, 1965 : Variation and natural history of Eleutherodactylus ruthae of Hispaniola. Bulletin of the Museum of Comparative Zoology, vol. 132, no 6, p. 479-508 (texte intégral).